# Ли, Сергей Владимирович
Сергей Владимирович Ли (род. 5 августа 1962, Фрунзе) — советский киргизский тажелоатлет, Заслуженный мастер спорта СССР, трёхкратный чемпион СССР (1987, 1989, 1990), призёр чемпионатов мира и Европы.

## Биография
Родился в городе Фрунзе (ныне Бишкек), столице Киргизской ССР. Учился во фрунзенской школе № 60. В 1974 году начал заниматься тяжелой атлетикой под руководством своего отца, чемпиона СССР 1975 года и будущего тренера киргизской сборной Владимира Ли. В 15 лет выполнил норматив мастера спорта СССР.
В 1977—1981 годах учился в Киргизском государственном институте физической культуры. В 1979 году в Архангельске стал чемпионом СССР среди юношей и установил рекорд страны среди юношей в весовой категории до 67,5 кг. В этом же году в составе юношеской сборной СССР принял участие в международном Кубке Дружбы в Пхеньяне (КНДР), занял 2-е место.
В 1981 году на чемпионате мира и Европы среди юниоров (Линьяно, Италия) стал чемпионом мира и Европы в весовой категории до 75 кг с результатом 145+185 кг. В 1982 году в Сан-Паулу (Бразилия) подтвердил титул чемпиона мира с результатом 155+195 кг и стал мастером спорта международного класса.
С 1983 года Сергей Ли регулярно завоёвывал награды, в том числе и высшего достоинства, на взрослых всесоюзных и международных соревнованиях и входил в основной состав сборной СССР. Лучшие результаты Ли на чемпионатах СССР включают:
- 1983 год — 3-е место, весовая категория до 75 кг (157.5+197.5 = 355)
- 1984 год — 2-е место, весовая категория до 75 кг (160+195 = 355)
- 1987 год — 1-е место, весовая категория до 82,5 кг (170+217.5 = 387.5)
- 1989 год — 1-е место, весовая категория до 82,5 кг (167.5+207.5 = 375)
- 1990 год — 1-е место, весовая категория до 82,5 кг (172.5+212.5 = 385)
- 1991 год — 3-е место, весовая категория до 82,5 кг (165+210 = 375)

На летних Спартакиадах народов СССР:
- 1983 год — 3-е место, весовая категория до 75 кг (157.5+197.5 = 355)
- 1991 год — 3-е место, весовая категория до 82,5 кг (165+210 = 375)

В июне 1992 года Сергей Ли завоевал золотую медаль на летнем чемпионате СНГ (Ленинград), показав одинаковый результат (382,5 кг в сумме) с бывшим чуть тяжелей чемпионом мира и Европы Ибрагимом Самадовым.
Ли дважды становился призёром чемпионата Европы: третьим в Катовице в 1985 году в среднем весе (результат 155+190) и вторым в Кардиффе в 1988 году в первом тяжёлом весе (175+210). Также дважды, в 1987 в Остраве и в 1990 году в Будапеште, Ли становился серебряным призёром чемпионатов мира, оба раза в весе до 82,5 кг и оба раза выигрывая малую золотую медаль в толчке с результатами, соответственно, 210 и 207,5 кг.
Другие результаты Ли на международных соревнованиях:
- 1985 год — 2-е место на Австралийских играх (Мельбурн)
- 1985 (Польша), 1986 (ГДР) — чемпион спартакиады дружественных армий
- 1988 год — 1-е место на Кубке Дружбы (малый чемпионат мира) (Таллин) (175 +217,5)

Сергей Ли участвовал к подготовке к Олимпийским играм 1984 года во втором составе сборной СССР. Дважды был включён в сборную СССР, а затем СНГ при подготовке к летним Олимпийским играм 1988 и 1992 годов. В Сеуле в среднем весе СССР должны были представлять Ли и Исраил Арсамаков, однако в день соревнований Сергей на помост так и не вышел. Перед Барселонской Олимпиадой он значился первым номером в весовой категории до 82,5 килограммов, но не попал в сборную, пропустив квалификационные соревнования накануне Игр (по другим источникам, на Олимпиаду изначально должен был ехать действующий чемпион мира и Европы Самадов, проигравший накануне Олимпиады Сергею в чемпионате СНГ).
В 1993 году Сергей Ли был награждён Грамотой Кыргызской Республики.
В настоящее время Сергей Ли занимается предпринимательской деятельностью в Бишкеке.